# 中国建筑工业出版社

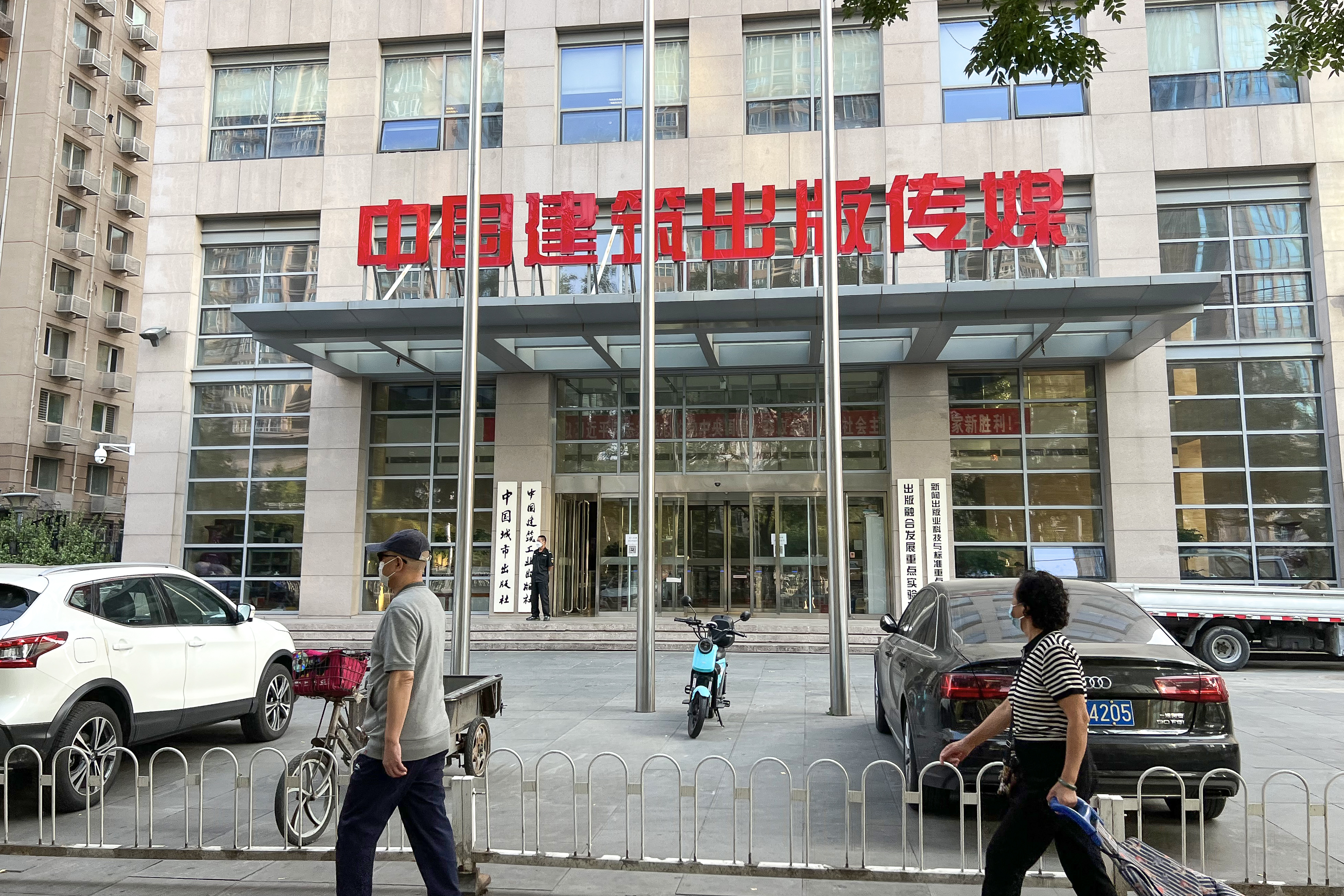
正门

中国建筑工业出版社是中华人民共和国的一家出版社，成立于1954年，社址位于北京市车公庄西路乙8号。曾隶属于中华人民共和国建设部。

## 历史沿革
1954年6月1日，建筑工程出版社成立。1971年改名为中国建筑工业出版社。